# Diocesi di Ambositra
La diocesi di Ambositra (in latino Dioecesis Ambositrensis) è una sede della Chiesa cattolica in Madagascar suffraganea dell'arcidiocesi di Fianarantsoa. Nel 2022 contava 504.000 battezzati su 963.000 abitanti. È retta dal vescovo Fidelis Rakotonarivo, S.I.

## Territorio
La diocesi comprende i distretti di Ambositra, Fandriana e Ambotofinandrahana nella provincia di Fianarantsoa in Madagascar.
Sede vescovile è la città di Ambositra, dove si trova la cattedrale del Cuore Immacolato di Maria.
Il territorio si estende su 24.000 km² ed è suddiviso in 28 parrocchie.

## Storia
La diocesi è stata eretta il 3 giugno 1999 con la bolla Cum ad aeternam di papa Giovanni Paolo II, ricavandone il territorio dall'arcidiocesi di Fianarantsoa.

## Cronotassi dei vescovi
Si omettono i periodi di sede vacante non superiori ai 2 anni o non storicamente accertati.
- Fulgence Rabemahafaly (3 giugno 1999 - 1º ottobre 2002 nominato arcivescovo di Fianarantsoa)
  - Sede vacante (2002-2005)
- Fidelis Rakotonarivo, S.I., dal 24 giugno 2005

## Statistiche
La diocesi nel 2022 su una popolazione di 963.000 persone contava 504.000 battezzati, corrispondenti al 52,3% del totale.
| anno | popolazione | popolazione | popolazione | presbiteri | presbiteri | presbiteri | presbiteri                | diaconi | religiosi | religiosi | parrocchie |
| anno | battezzati  | totale      | %           | numero     | secolari   | regolari   | battezzati per presbitero | diaconi | uomini    | donne     | parrocchie |
| ---- | ----------- | ----------- | ----------- | ---------- | ---------- | ---------- | ------------------------- | ------- | --------- | --------- | ---------- |
| 1999 | 262.233     | 540.000     | 48,6        | 75         | 27         | 48         | 3.496                     |         | 48        | 147       |            |
| 2000 | 317.000     | 631.000     | 50,2        | 35         | 21         | 14         | 9.057                     |         | 28        | 72        | 17         |
| 2001 | 320.973     | 654.484     | 49,0        | 37         | 20         | 17         | 8.674                     |         | 32        | 74        | 19         |
| 2002 | 327.275     | 703.662     | 46,5        | 47         | 31         | 16         | 6.963                     |         | 27        | 87        | 18         |
| 2003 | 328.122     | 704.000     | 46,6        | 47         | 30         | 17         | 6.981                     |         | 32        | 162       | 18         |
| 2004 | 334.828     | 696.000     | 48,1        | 57         | 27         | 30         | 5.874                     |         | 42        | 104       | 18         |
| 2006 | 348.000     | 748.000     | 46,5        | 59         | 42         | 17         | 5.898                     |         | 30        | 118       | 19         |
| 2012 | 397.438     | 798.549     | 49,8        | 52         | 40         | 12         | 7.643                     |         | 35        | 164       | 20         |
| 2015 | 405.282     | 815.864     | 49,7        | 53         | 43         | 10         | 7.646                     |         | 35        | 166       | 21         |
| 2018 | 493.994     | 872.024     | 56,6        | 66         | 55         | 11         | 7.484                     |         | 37        | 177       | 24         |
| 2020 | 498.542     | 943.160     | 52,9        | 64         | 53         | 11         | 7.789                     |         | 37        | 198       | 29         |
| 2022 | 504.000     | 963.000     | 52,3        | 75         | 62         | 13         | 6.720                     |         | 38        | 201       | 28         |